# بحران نقدینگی لبنان
بحران نقدینگی لبنان یک بحران مالی در جریان است که لبنان را تحت تأثیر قرار داده، بحرانی که در اوت ۲۰۱۹ کاملاً آشکار شد و با دنیاگیری کووید-۱۹ در لبنان (که در سال ۲۰۲۰ آغاز شد) و انفجار بندر بیروت در سال ۲۰۲۰ هم تشدید شد. ریشه‌های بحران عمیق است و این کشور در سال‌های قبل از ۲۰۱۹ هم با کمبود نقدینگی مواجه بود، اما شکنندگی کامل اقتصاد توسط مهندسی مالی رئیس کل بانک مرکزی پنهان شد.

## زمینه
از سال ۱۹۹۷، پوند لبنان با نرخ 1507.5 LBP به ازای هر دلار آمریکا به دلار آمریکا متصل بوده‌است. ثبات پوند سنگ بنای سیاست بانک مرکزی برای بیش از دو دهه بوده‌است. قرار بود این کار پس از کاهش شدید ارزش پوند لبنان پس از پایان جنگ داخلی لبنان، ثبات بسیار مورد نیاز را برای کشور ایجاد کند.
اقتصاد لبنان پس از جنگ متکی به منابع مختلف ورودی ارز خارجی بود که برای حفظ این نرخ ارز مصنوعی حیاتی بودند: گردشگری، املاک و مستغلات، وجوه ارسالی از یک دیاسپورای متشکل از بیش از ده میلیون نفر، یک بخش مالی بسیار بزرگ که می‌گذاشت سپرده‌گذاران از طریق مخفی کاری بانکی ناشناس بمانند که بسیار مطلوب آنان بود و نرخ‌های بهره بالا. این جریان‌های ورودی برای تأمین کسری تجاری بزرگ و بدهی‌های عمومی در حال رشد بسیار مهم بود.
در سال ۲۰۱۶، لبنان برای اولین بار شاهد کاهش واقعی در جریان ورودی خارجی بود: بین ماه مه ۲۰۱۵ و مه ۲۰۱۶، نقدینگی دلاری این کشور برای اولین بار در ۱۱ سال گذشته کاهش یافت. در نتیجه، بانک مرکزی لبنان یک سری عملیات مهندسی مالی را آغاز کرد که در مطبوعات به «سوآپ» معروف شد. بانک مرکزی لبنان بدهی عمومی خود را به پوند لبنان در برابر اوراق قرضه یورو یا بدهی با برچسب ارز خارجی معادل ۲ میلیارد دلار مبادله کرد. بین ژوئن تا اکتبر ۲۰۱۶، بانک مرکزی این اوراق قرضه یورو را در برابر ارز واقعی با تعدادی از بانک‌های تجاری مبادله کرد. در نتیجه، اقتصاد لبنان موفق شد از پیامدهای بحران نقدینگی در آن زمان جلوگیری کند، اما بدهی عمومی به دلار را به میزان قابل توجهی افزایش داد و هزینه هنگفتی برای کل اقتصاد داشت: صندوق بین‌المللی پول تخمین زد که بانک‌هایی که در این عملیات شرکت کردند ۵ میلیارد دلار به جیب زدند در حالی که بانک مرکزی ۱۳ میلیارد دلار ارز خارج کرد. اگر این ارقام صحیح باشد، بانک‌های درگیر ۴۰ درصد از کل تراکنش عایدی داشته‌اند. بانک مرکزی در سال‌های بعد نیز مهندسی مالی مشابه را تکرار کرد.
با این حال، حتی با این عملیات، لبنان همچنان در جذب جریان خارجی کافی برای مطابقت با تقاضای رو به رشد ناکام ماند. از اواخر سال ۲۰۱۸، برخی از بانک‌های تجاری شروع به محدود کردن دسترسی سپرده‌گذاران به وجوه خود به ارز خارجی کردند: آنها معمولاً هزینه اضافی مهمی را برای برداشت پول نقد به دلار آمریکا وضع می‌کردند تا مشتریان را از برداشت پول نقد دلاری بازدارند.
در آگوست ۲۰۱۹، به دلیل مشکلات مالی مختلف، به‌ویژه افزایش احتمال عدم پرداخت بدهی‌های سررسید توسط دولت لبنان، نرخ ارز بازار سیاه شروع به واگرایی از نرخ رسمی ارز کرد.
در سه‌ماهه چهارم سال ۲۰۱۹، نرخ ارز بازار سیاه به ۱۶۰۰ پوند در هر دلار رسید و در آوریل ۲۰۲۰ به ۳۰۰۰ پوند در هر دلار رسید، ۱۴۰۰۰ پوند در هر دلار آمریکا در مارس ۲۰۲۱ و ۱۵۲۰۰ پوند در هر دلار آمریکا در ژوئن 202. نرخ مبادله دلار در بازار سیاه به دلیل کاهش ارزش پوند لبنان ناشی از کمبود شدید دلار در داخل لبنان، همچنان در نوسان است. این کمبود دلار همچنین باعث شد ۷۸۵ رستوران و کافه بین سپتامبر ۲۰۱۹ تا فوریه ۲۰۲۰ تعطیل شوند و ۲۵۰۰۰ کارمند بیکار شوند. قیمت کالاهای مصرفی از اکتبر ۵۸۰ درصد افزایش یافته‌است که ناشی از بدترین بحران اقتصادی چند دهه اخیر است. این بحران اقتصادی باعث شد تولید ناخالص داخلی لبنان از حدود ۵۵ میلیارد دلار در سال گذشته به حدود ۴۴ میلیارد دلار کاهش یابد.
این کمبود دلار با مقدار زیادی لیره ای که بانک مرکزی از سال ۲۰۱۹ به بعد چاپ کرد، تشدید شد. داده‌های بانک مرکزی لبنان (BDL) نشان می‌دهد که عرضه پول M1 از دسامبر ۲۰۱۹ تا دسامبر ۲۰۲۱ ۲۶۶ درصد رشد داشته‌است.

## عواقب
کاهش نرخ ارزش واحد پولی موجب اعتراضات لبنان در سال‌های ۲۰۱۹–۲۰۲۱ شد که در نهایت منجر به استعفای نخست‌وزیر سعد حریری و کابینه وی شد. به دنبال آن، همه‌گیری کووید-۱۹، مشاغل بیشتری را مجبور کرد درهای خود را ببندند و کارمندان خود را اخراج کنند.